# Kim Jin-Ho
Kim Jin-Ho (en coreano: 김진호; 1 de diciembre de 1961) es una deportista surcoreana que compitió en tiro con arco, en la modalidad de arco recurvo.
Participó en los Juegos Olímpicos de Los Ángeles 1984, obteniendo una medalla de bronce en la prueba individual. Ganó seis medallas en el Campeonato Mundial de Tiro con Arco al Aire Libre entre los años 1979 y 1985.

## Palmarés internacional
| Juegos Olímpicos                 | Juegos Olímpicos             | Juegos Olímpicos  | Juegos Olímpicos |
| Año                              | Lugar                        | Medalla           | Prueba           |
| -------------------------------- | ---------------------------- | ----------------- | ---------------- |
| 1984                             | Los Ángeles (Estados Unidos) | Medalla de bronce | Individual       |
| Campeonato Mundial al Aire Libre |                              |                   |                  |
| Año                              | Lugar                        | Medalla           | Prueba           |
| 1979                             | Berlín Occidental (RFA)      | Medalla de oro    | Individual       |
| 1979                             | Berlín Occidental (RFA)      | Medalla de oro    | Equipo           |
| 1983                             | Los Ángeles (Estados Unidos) | Medalla de oro    | Individual       |
| 1983                             | Los Ángeles (Estados Unidos) | Medalla de oro    | Equipo           |
| 1985                             | Seúl (Corea del Sur)         | Medalla de plata  | Equipo           |
| 1985                             | Seúl (Corea del Sur)         | Medalla de bronce | Individual       |